# Takehiko Orimo
Takehiko Orimo (折茂武彦?, Orimo Takehiko; Ageo, 14 maggio 1970) è un ex cestista giapponese.

## Carriera
Con il Giappone ha disputato due edizioni dei Campionati mondiali (1998, 2006) e due dei Campionati asiatici (2007, 2009).